# 南牛津 (緬因州)
南牛津（英語：South Oxford）是位於美國緬因州牛津縣的一個未組織地區。

## 地方資料
南牛津的面積為247.80平方千米，當中陸地面積為245.90平方千米，而水域面積為1.90平方千米。根據2020年美國人口普查的數據，當地共有人口591人，而人口密度為每平方千米2.38人。